# Carlos Wyffels
Carlos Urbain Wyffels (Gentbrugge, 3 januari 1922 - Veurne, 13 december 2003) was een Belgisch historicus en algemeen rijksarchivaris van 1968 tot 1987.

## Biografie
Carlos Wyffels studeerde vanaf 1942 aan de Rijksuniversiteit Gent, waar hij Hans Van Werveke als leermeester had. Zijn doctoraatsverhandeling had als onderwerp De oorsprong der ambachten in Vlaanderen en Brabant. In 1948 werd hij aangesteld als archivaris-paleograaf in het Rijksarchief te Gent. Twintig jaar later werd hij benoemd tot algemeen rijksarchivaris, een positie die hij zou vervullen tot aan zijn pensionering in 1987. Hij werd geconfronteerd met een chronisch gebrek aan personeel en middelen. In 1980 en 1986 publiceerde Wyffels dan ook Het Rijksarchief: een wetenschappelijke inrichting in nood om de toestand van de instelling duidelijk te maken.
Hij was lid van verschillende genootschappen en verenigingen, die getuigen van zijn activiteit:
- plaatsvervangend lid (1971-1976), gewoon lid (1976-1997, secretaris-penningmeester (1979-1981) en erelid (1997-2003) van de Koninklijke Commissie voor Geschiedenis
- lid van de raad van beheer (1969-) en lid van het bureau (1980-) van het Nationaal Fonds voor Wetenschappelijk Onderzoek
- lid van het beheerscomité van het Fonds voor Kollektief Fundamenteel Onderzoek (1969-)
- lid van de Commissie voor de uitgave der oude wetten en verordeningen van België (1972-2000)
- corresponderend lid (1970-1974), werkend lid (1974-1997) en erelid (1997-2003) van de Koninklijke Vlaamse Academie van België voor Wetenschappen en Kunsten

Net als de vorige algemeen rijksarchivaris speelde Wyffels een belangrijke rol in de Internationale Archiefraad. Van 1972 tot 1974 was hij lid van het uitvoerend comité. Daarna werd hij secretaris-generaal tot 1982. Van 1983 tot 1984 oefende hij de functie van voorzitter uit, zodat hem uiteindelijk de titel van erevoorzitter werd toegekend.
Hij was grootofficier in de Leopoldsorde, Commandeur in de Orde van Kunsten en Letteren, Commandeur in de Orde van de Eikenkroon en Kruis van Verdienste I. Klasse in de Orde van Verdienste van de Bondsrepubliek Duitsland.